# Eparchia Edmonton
Eparchia Edmonton – eparchia Kościoła katolickiego obrządku bizantyjsko-ukraińskiego w Kanadzie. Powstała w 1948 jako egzarchat apostolski Kanady Zachodniej. W 1951 zmienił on nazwę na egzarchat Edmonton, od swojej stolicy, zaś w 1956 został podniesiony do rangi eparchii. W 1974 uzyskała ona dzisiejsze granice, obejmujące wszystkie parafie bizantyjsko-ukraińskie w prowincji Alberta. Podobnie jak wszystkie eparchie tego obrządku w Kanadzie, należy do metropolii Winnipeg. 